# Fragmentación de hábitat

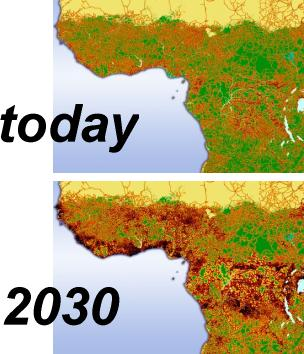
Fragmentación y destrucción del hábitat de los grandes simios en África Central entre 2002 y 2030. Información de GLOBIO y el proyecto GRASP.

La fragmentación de hábitat es un proceso de cambios ambientales importante para la evolución y la biología de la conservación. Usualmente es definida como aquel proceso en el cual una gran extensión de hábitat es transformada en un número de parches más pequeños que se encuentran aislados entre sí por una matriz con propiedades diferentes a la del hábitat original.
El paisaje se fragmenta de forma progresiva, aumentando el contacto entre los parches y la matriz. Dado que los límites entre ambos no son tajantes, en las regiones de contacto se establece una transición denominada borde cuya extensión estará determinada principalmente por las propiedades de la matriz. En consecuencia, la proporción de hábitat que permanece relativamente intacta es una función compleja entre la forma y el tamaño de los parches, y la naturaleza de la matriz. No obstante, la fragmentación es un proceso que trasciende la interacción parche-matriz, teniendo implicaciones a nivel ambiental. De hecho, para que verdaderamente ocurra es necesario que exista discontinuidad en el paisaje, un atributo que obliga a ampliar a escala regional el estudio del fenómeno. La continuidad o conectividad de un hábitat está influida tanto por la localización física de los fragmentos, como por las características del ambiente circundante.
Si bien la fragmentación no es un proceso puramente antropogénico ya que puede resultar de sucesos naturales (como incendios o procesos geológicos), la causa más importante y extendida de la fragmentación es la expansión e intensificación del uso de la tierra por parte del ser humano. Esto, sumado a que se han constatado severas amenazas a la biodiversidad en virtualmente todos los grupos taxonómicos, ha colocado a la modificación y la fragmentación del paisaje como uno de los temas más graves y urgentes dentro de la ecología de la conservación.
El estudio de la fragmentación tiene sus orígenes en la teoría de la biogeografía de islas, que pone énfasis en los efectos del área y del aislamiento en la estructura del paisaje. Estos autores afirmaron que el número de especies en una isla (o parche) estaba determinado por el equilibrio entre la colonización (dependiente de la distancia) y la extinción (dependiente del área), prediciendo que las islas más pequeñas y aisladas tendrían menor número de especies. Pero como todo modelo, solo tienen en cuenta algunos elementos importantes de los sistemas, ignorando muchos otros; dando lugar a otros enfoques.

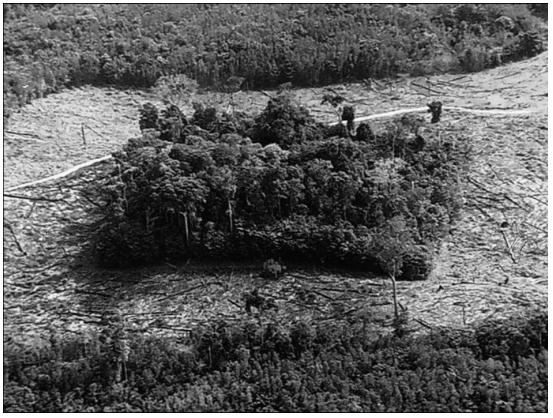
Fragmento de bosque aislado experimentalmente en el Amazonas central (fotografiado por R.O. Bierregaard).

Bascompte y Solé sugieren que la mejor forma de estudiar la fragmentación del hábitat es a través de modelos relacionados con la dinámica de metapoblaciones, que describen la dinámica de un conjunto de poblaciones locales que ocupan áreas discretas. Este enfoque es mucho más dinámico y se diferencia de la teoría de biogeografía de islas en que asume el paisaje como una red de pequeños parches que no poseen un área constante en el tiempo, haciendo hincapié en la dispersión entre parches como principal mecanismo de supervivencia de las especies. Es decir que al no existir un área fija, una dispersión inadecuada llevaría no solo a la extinción local de las especies sino también a la extinción regional. Por otro lado, el modelo de Wilson y MacArthur supone que hay un continente que funciona como fuente de propágulos de las especies que llegan a las islas, mientras que en la teoría de metapoblaciones se trata de una red de islas o fragmentos de hábitat con migraciones bidireccionales entre las islas.

## La pérdida del hábitat y el umbral de extinción

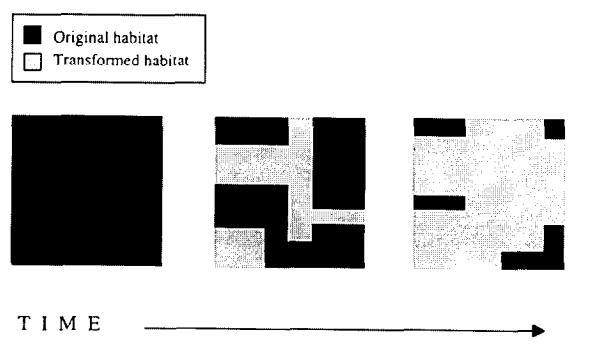
Diagrama representativo del proceso de fragmentación.

Generalmente el efecto más obvio del proceso de fragmentación es la pérdida de hábitat nativo. Esto ha llevado a muchos investigadores a medir el grado de impacto simplemente como la cantidad de hábitat remanente en el paisaje, ignorando que la fragmentación puede ocurrir de diversas maneras generando patrones espaciales muy diferentes. Lo cierto es que la pérdida de hábitat siempre acompaña la fragmentación del paisaje y es por ello que los índices de fragmentación se correlacionan fuertemente con la proporción de hábitat perdido, sin embargo son fenómenos diferentes que deben ser discernidos. De hecho la fragmentación per se genera impactos importantes en la biodiversidad que son independientes de la pérdida del hábitat.
Para entender el proceso de fragmentación del hábitat (que ocurre como consecuencia de la destrucción del mismo) y sus consecuencias en las poblaciones, se obtuvieron mapas generados por modelos aleatorios que muestran que el tamaño y el aislamiento de los parches no varían linealmente con respecto a la cantidad de hábitat perdido. Esto determina que ciertas proporciones de hábitat destruido sean importantes umbrales, más allá de los cuales se acelera la disminución del tamaño y el aumento del aislamiento de los parches, siendo las poblaciones remanentes en los mismos inviables. De hecho, pequeñas pérdidas de hábitat cerca de los umbrales pueden significar grandes precipitaciones en la probabilidad de supervivencia de las metapoblaciones. No obstante, algunos estudios empíricos detectaron ciertas discrepancias con los niveles de fragmentación esperados sobre la base de dichos modelos teóricos.
Estos umbrales en el proceso físico de fragmentación tienen importantes consecuencias para la conservación de la biodiversidad. Lo cierto es que especies diferentes desaparecen en distintos puntos a lo largo del gradiente de destrucción del hábitat, considerándose como umbral de extinción a la mínima cantidad de hábitat requerida para que una población de una especie determinada persista en el ambiente. Esto sugiere que si bien los umbrales de extinción se ven afectados por la forma en la que varía la fragmentación en relación con el grado de destrucción del hábitat, también dependen de las características propias de las especies (siendo especie-específicos) y de los ambientes en los que se encuentren. De hecho, With y King descubrieron que el umbral de extinción puede encontrarse a partir de un 5 % de hábitat destruido hasta un 90 %, dependiendo de la especie y de la disposición espacial de los fragmentos.
La ciencia medioambiental ha establecido medidas de la destrucción de la biodiversidad ocasionada por las perturbaciones como, la deforestación, el cambio climático, la introducción de especies invasoras o la sobreexplotación de los recursos naturales, con la Deuda de extinción.

## Consecuencias genéticas de la fragmentación
Las consecuencias genéticas esperadas de la fragmentación, que crea poblaciones pequeñas, discretas y aisladas, están basadas en las tradicionales teorías de biogeografía de islas y metapoblaciones. Así, se espera que la fragmentación erosione la variación genética y aumente la divergencia entre poblaciones debido al incremento de la deriva genética y la endogamia, y a la reducción del flujo genético en las poblaciones remanentes.
Teóricamente, la fragmentación puede disminuir la variedad genética de una población de dos maneras. Primero, las reducciones en el tamaño poblacional en el momento de la fragmentación crean un cuello de botella, ya que solo se mantiene una pequeña muestra del conjunto genético original. Los efectos inmediatos dependen del tamaño efectivo de las poblaciones remanentes y de los patrones de variación presentes en la población original.
Luego del cuello de botella, si las poblaciones remanentes continúan pequeñas y aisladas durante varias generaciones, disminuirá la heterocigosis por deriva génica y principalmente por endogamia, resultando en la acumulación de alelos recesivos deletéreos y disminución de la fecundidad, dirigiendo a la población a una eventual extinción. La pérdida de variedad puede reducir la habilidad de las poblaciones para responder a cambios ambientales futuros, aumentando la probabilidad de extinción, o al menos disminuyendo las oportunidades de adaptación.
Sin embargo, la evidencia empírica provee resultados inconsistentes, ya que no todos los episodios de fragmentación en plantas derivaron necesariamente en la erosión genética, lo cual puede explicarse por los atributos particulares de las mismas (tiempo generacional, nivel de ploidía, reproducción vegetativa, etc.) que pueden conferirles distinta vulnerabilidad. Asimismo, factores como el tiempo transcurrido desde la fragmentación y procesos ecológicos pueden moldear los niveles de conexión demográfica y genética.

## Efectos de la fragmentación sobre la biodiversidad
El proceso de fragmentación genera paisajes y fragmentos con determinadas características, que en su conjunto describen los atributos espaciales del hábitat. Estas pueden ser agrupadas dentro de cinco categorías: (1) área del fragmento, (2) efecto de borde, (3) forma del fragmento, (4) aislamiento del fragmento y (5) estructura de la matriz.

### Área del fragmento
El tamaño de algunos fragmentos puede ser menor al necesario para que algunas poblaciones sean viables, y por lo tanto generar reducciones notables en el tamaño de las mismas. Esto eventualmente genera extinciones locales, y por ende, que los parches pequeños generalmente tengan menor número de especies. Para Wilcove Este es el caso frecuentemente en animales de gran tamaño, sin embargo distintos estudios han predicho y observado relaciones positivas, negativas y ausentes entre el tamaño corporal y la probabilidad de extinción (revisto por Johst y Brandl).
El hecho de que el área del fragmento imponga un límite máximo en el tamaño poblacional aumenta la vulnerabilidad de las especies frente a extinciones locales, ya que quedan expuestas a la erosión genética por deriva génica y depresión endogámica. Los mecanismos que subyacen en la relación área/vulnerabilidad pueden dividirse en cuatro categorías: aleatoriedad ambiental, aleatoriedad demográfica, catástrofes naturales y reducción de variabilidad genética; y aunque vale la pena distinguirlos, es importante destacar que raras veces actúan de forma independiente.
A su vez, el hábitat no es homogéneo, entonces se corre el riesgo de que los fragmentos individuales no abarquen la totalidad de los microhábitats encontrados en el gran fragmento original. Por lo tanto, las especies que necesitan varios microhábitats son especialmente vulnerables ya que deben moverse de un fragmento a otro para cumplir con sus requerimientos, lo cual en algunos casos es imposible.
Además, se ha demostrado que en pequeños fragmentos se ven impactados diversos aspectos de la estructura de las poblaciones y de las comunidades; por ejemplo, la reducción de la longitud de las cadenas tróficas, del número de especies especialistas y de gran tamaño, y la alteración de las interacciones interespecíficas. A su vez, la fragmentación afecta negativamente el éxito reproductivo, el éxito de dispersión, la tasa de depredación y aspectos del comportamiento animal que afectan el éxito alimenticio.

### Efectos de borde

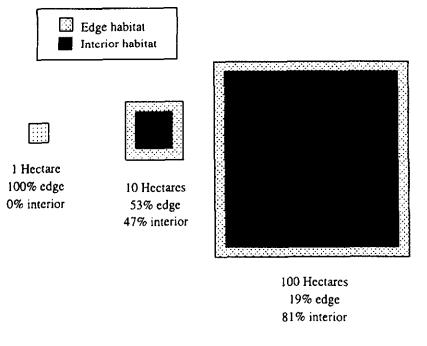
Relación entre el área del fragmento y el efecto de borde. Se supone un borde de 50 metros de espesor.

Los efectos de borde son cambios en las condiciones físicas y biológicas asociados a límites artificiales y abruptos en los fragmentos de hábitat. Los efectos abióticos se refieren a cambios en las variables físicas tales como la radiación, humedad, temperatura, velocidad de los vientos y disposición de nutrientes en el suelo. Mientras que los efectos bióticos son cambios en las variables biológicas como la composición de especies o patrones de competición, depredación y parasitismo. La mayor o menor penetración de los mismos en el fragmento puede variar ampliamente, desde decenas de metros hasta varios kilómetros, como consecuencia de diversos factores. Dentro de los cuales podemos incluir el contraste estructural con la matriz, las velocidades de los vientos, las temperaturas y la presencia o ausencia de especies exóticas invasoras. Adicionalmente, los bordes que están en contacto con áreas urbanas experimentan modificaciones debido a la actividad humana.
El hábitat de los bordes puede alterar la naturaleza de las interacciones y por ende modificar procesos y dinámicas ecológicas en un amplio rango de escalas. La estructura, composición y diversidad de las comunidades se ven afectadas de diversas maneras en las zonas de borde. En las comunidades de invertebrados, por ejemplo, la riqueza de especies típicamente disminuye a medida que se ingresa al centro del parche. La explicación más común para ello es que el solapamiento de las faunas de ambas partes supera en número a las especies perdidas. Sin embargo, este patrón no es universal ya que varios estudios han detectado correlaciones positivas o ausentes entre la riqueza de especies y la distancia al límite del parche; lo cual sugiere que en algunos sistemas muchas especies evitan los bordes, y que en la matriz no siempre existen suficientes especies como para compensar la pérdida en los mismos. Curiosamente, algunos animales aparentan seleccionar o preferir los bordes para reproducirse, a pesar de que las tasas de mortalidad en los mismos pueden ser mucho más elevadas, por lo que en esos casos se les da el nombre de trampas ecológicas.

### Forma del fragmento

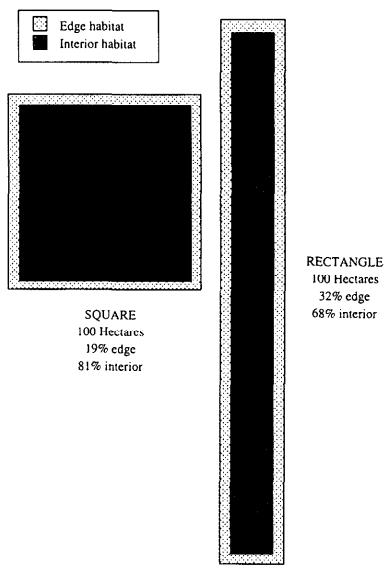
Relación entre la forma del fragmento y el efecto de borde. Se supone un borde de fragmento de 50 metros de espesor.

Básicamente, la forma está determinada por la relación entre el área y el perímetro, que a su vez determina la cantidad de hábitat remanente inalterado (o núcleo). Es por ello que fragmentos con formas complejas tienen mayor proporción de su área como borde. Asimismo, formas muy retorcidas pueden generar divisiones adicionales en el núcleo del fragmento, creando múltiples núcleos disjuntos (separados por hábitat de borde) en un mismo fragmento. Sin embargo, el efecto de la forma no es independiente del tamaño. El impacto de los efectos de borde aumenta a medida que disminuye el tamaño del fragmento, ya que cualquier desviación de la circularidad reduce significativamente la cantidad de hábitat interior, creando una intercorrelación confusa entre los efectos del área y de la forma en paisajes fragmentados.
Quizás el patrón más consistente que surge a partir de la forma de los fragmentos es que aquellos con formas complejas son colonizados más frecuentemente. Esto se debe a que la cantidad proporcional de borde es mayor, aumentando la probabilidad de que un individuo en movimiento se encuentre con el parche. A su vez, esta probabilidad puede verse moderada por la orientación relativa del mismo. Cuando el movimiento de las especies ocurre en una dirección predecible, como las migraciones o los movimientos de las mareas, los parches largos y angostos están más expuestos a la colonización, pero solo si están orientados perpendicularmente a la dirección del movimiento. Sin embargo, así como aumenta la colonización, también lo hace la emigración. El resultado de esta dinámica es la reducción de la probabilidad de permanencia de las poblaciones en estos fragmentos.

### Aislamiento del fragmento

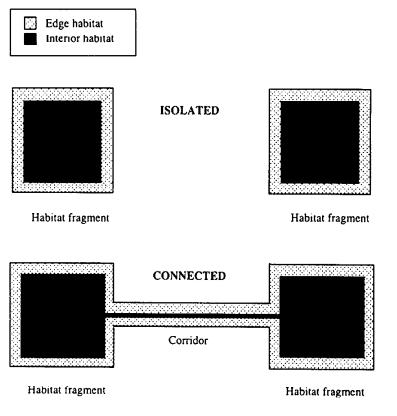
Diagrama representativo de dos fragmentos aislados contrastado con dos fragmentos conectados por un corredor biológico. Se supone un borde de fragmento de 50 metros de espesor.

Una de las consecuencias espaciales más obvias de la fragmentación es el aislamiento en tiempo y espacio de los parches de hábitat. Dicho aislamiento es casi universalmente entendido como una medida de la configuración del hábitat. Sin embargo, es más acertado interpretarlo como una medida de la cantidad de hábitat removido.
El aislamiento interrumpe los patrones de distribución de las especies y fuerza la dispersión de los individuos a través de la matriz. Dado que el hábitat de la matriz puede inhibir la dispersión de algunas especies más que de otras, y que las especies difieren en su disposición a atravesarla, es que se han documentado resultados controversiales. Particularmente en insectos, la diferenciación genética entre poblaciones se relacionó claramente con el aislamiento en algunos estudios, pero no en otros.
En conclusión, las interrupciones pueden fraccionar las metapoblaciones disminuyendo el tamaño poblacional total, aumentando la probabilidad de eventuales extinciones locales, e impidiendo que nuevas colonizaciones restablezcan poblaciones extinguidas. Es por ello que una de las medidas de conservación más intuitiva es la creación de corredores biológicos.

### Estructura de la matriz
La interpretación de los paisajes modificados como si fueran “islas” representa gran parte de la literatura acerca de la fragmentación. Sin embargo, la tradicional teoría de Wilson y McArthur falla al no reconocer que los efectos de borde pueden alterar las características del fragmento, y que la matriz puede no ser completamente inhóspita para la fauna nativa. De hecho, una creciente cantidad de evidencia sugiere que las características de la matriz son crucialmente importantes a la hora de determinar la abundancia y composición de especies dentro de los fragmentos, afectando principalmente las características del borde y la dispersión y conectividad entre parches.
La dispersión entre fragmentos es esencial para la permanencia a largo plazo de las metapoblaciones, y depende en gran parte de las características de la matriz. Esta actúa como un filtro selectivo para el movimiento de propágulos y animales, afectando la composición de especies en los fragmentos. Su estructura por ejemplo, puede alterar la dinámica colonización-extinción y dar lugar a cambios en la densidad poblacional, la estructura de los fragmentos y las interacciones inter-específicas. Por otro lado, la matriz puede influir en la naturaleza y magnitud de los efectos de borde. Fragmentos y matrices altamente contrastantes generan efectos de bordes más severos y son más impermeables al movimiento de los animales.
Por otro lado, los remanentes de hábitat nativo no son necesariamente las únicas partes del paisaje que proveen recursos relevantes para la permanencia de las especies, ya que algunas son capaces de compensar la pérdida de hábitat haciendo uso de los recursos presentes en la matriz. Mediante modelos de simulación se ha demostrado que las especies generalistas (i.e. las que pueden utilizar recursos de la matriz) alcanzan tamaños poblacionales mayores que las especies especialistas. Asimismo, modelos similares muestran que aumentando la calidad de la matriz (i.e. aumentado los recursos que aporta al sistema) se incrementa la densidad poblacional dentro de los fragmentos. De este modo, la habilidad de las especies para utilizar recursos de la matriz puede alterar la intensidad de los efectos de la fragmentación del hábitat.

## Detección del impacto de la fragmentación
Los estudios acerca del impacto de la fragmentación pueden variar ampliamente en sus resultados de acuerdo a los componentes que se incluyan en la investigación. Esto explica por qué la literatura acerca de la fragmentación del hábitat está repleta de ejemplos con resultados aparentemente contradictorios que no pueden ser explicados teniendo en cuenta solamente las diferencias entre ambientes o métodos utilizados. Estas diferencias destacan la amplia cantidad de factores que pueden esconder o realzar los efectos de la fragmentación.
Ejemplos de dichos factores pueden ser tanto los mecanismos que explican los patrones observados a nivel de especie, como los atributos de las mismas que determinan su susceptibilidad frente al proceso de fragmentación. En general, existe una serie de atributos que comúnmente se piensa que aumentan la vulnerabilidad de las especies a la fragmentación, incluyendo tamaños corporales grandes, baja movilidad o dispersión, tolerancia a la matriz, dependencia de interacciones mutualistas y niveles tróficos altos. De hecho, se ha demostrado que la extinción de especies ocurre en un patrón consistente y secuencial a medida que el área del fragmento disminuye, indicando un gradiente en la vulnerabilidad a la extinción a través de las especies. De esta forma, estudiar los impactos de la fragmentación en especies con umbrales de extinción diferentes puede generar resultados aparentemente contradictorios.
Asimismo, las especies comprenden un conjunto de atributos que están fuertemente correlacionados y que pueden interactuar entre sí, y con los de otras especies, modificando o magnificando sinérgicamente los impactos de la fragmentación. Ejemplo de ello es la interacción planta-polinizador, ya que se ha documentado que la pérdida y la fragmentación del hábitat pueden significativamente alterar la naturaleza de las comunidades de polinizadores e interrumpir la interacción.
Por otro lado, existe un gran componente temporal en la manifestación de las respuestas de las especies luego de la fragmentación, y dado que la mayoría de los estudios de paisajes fragmentados por la acción del hombre se han llevado a cabo en menos de cien años luego de la fragmentación, los efectos a largo plazo son relativamente desconocidos. Mientras que a corto plazo se sabe que los organismos que sobreviven al inmediato proceso de la pérdida de hábitat se concentran en superficies mucho más pequeñas, generando efectos por hacinamiento, y de este modo incrementa la densidad poblacional y de especies. Sin embargo, los fragmentos no son capaces de soportar a todos los individuos y especies a largo plazo, lo que provoca una reducción progresiva en la abundancia de especies a lo largo del tiempo. Estas reducciones son comúnmente llamadas deudas de extinción, y ocurren a medio y largo plazo, describiendo un retraso temporal entre la pérdida del hábitat y el eventual colapso de las poblaciones. La deuda de extinción se ilustra por correlaciones negativas entre la riqueza de especies y la edad del fragmento. Sin embargo, varios estudios han encontrado lo contrario en fragmentos de edad intermedia y prolongada, lo cual sugiere que luego del impacto las comunidades podrían alcanzar nuevos “equilibrios”.
Otro factor que puede influir en los impactos de la fragmentación es la biogeografía e historia de los ambientes. La sensibilidad de las especies es diferente según los distintos biomas, siendo particularmente baja en las zonas templadas del hemisferio norte. Una posible explicación es la del filtro de extinción, que supone que la fragmentación en dichos biomas es lo suficientemente antigua como para que las especies más vulnerables ya se hayan extinguido. También se cree que las comunidades de regiones templadas son más resistentes a los efectos de la fragmentación del hábitat que las comunidades de regiones tropicales, debido a que las primeras están más ampliamente distribuidas, ocurren en mayores densidades y tienen mayores poderes de dispersión que sus contrapartes tropicales.
Por último, hay que tener en cuenta que la fragmentación puede tener efectos positivos para la biodiversidad, aunque estos pueden verse enmascarados por los efectos negativos de la pérdida del hábitat. Por ejemplo, Huffaker llevó a cabo experimentos que sugieren que la subdivisión de la misma cantidad de hábitat en muchos parches pequeños puede favorecer la permanencia de sistemas predador-presa. El planteó que la hipótesis de que la subdivisión provee refugios temporales para las presas, donde estas pueden aumentar en número y dispersarse hacia otros sitios antes de que el depredador o parásito los encuentre; idea que puede trasladarse al proceso de fragmentación.

## Fragmentación del hábitat y cambio climático
Modelos recientes han indicado que la pérdida y fragmentación del hábitat pueden incrementar la susceptibilidad de las especies frente al aumento de la temperatura y a la frecuencia de eventos climáticos extremos que derivan del cambio climático global, ya que cuando las poblaciones están aisladas su área de expansión está restringida. Esta restricción no permite que las especies escapen de las condiciones desfavorables, una estrategia de supervivencia típica de ciertos insectos. Como consecuencia de esta estrategia, recientemente en Europa se ha extendido la distribución en el límite norte de varias especies de mariposas como resultado del calentamiento global; e incluso se espera una mayor expansión en el futuro. Este cambio en el rango de distribución de las especies, es en realidad el resultado de la extinción de poblaciones en los límites cálidos del área de distribución, y la colonización y crecimiento de las poblaciones en los límites más frescos. Dicha dinámica se cree que es más veloz en regiones donde la estructura del paisaje permite la dispersión, en comparación con regiones donde el paisaje está fragmentado. Es decir, que a partir de la interacción asumida entre el cambio climático y la fragmentación, se generarían grandes tasas de expansión en paisajes que tengan alta cohesión espacial; aunque no existen estudios que soporten dicha predicción.
Un factor importante para tener en cuenta es que el cambio climático debe ocurrir a una velocidad que permita la expansión y colonización de nuevos ambientes antes de que la población proveedora de propágulos se extinga. Esta coordinación depende a su vez de las características de las especies, como puede ser el rango de dispersión de propágulos. Sin embargo, si las especies necesitan de largos periodos de tiempo o numerosos eventos de colonización para establecer nuevos asentamientos, la tasa de expansión será mucho menor a la esperada según la capacidad de dispersión de la especie. Asimismo, el proceso de extinción-recolonización causa una distribución menos efectiva a través del hábitat, y la mortalidad de los propágulos es alta, lo cual extiende el tiempo de recuperación de las metapoblaciones. En conclusión, se puede decir que la fragmentación del hábitat multiplica el impacto del cambo climático.

## Implicaciones para la conservación
Como se ha mencionado previamente, la modificación y la fragmentación del paisaje constituyen uno de los temas más graves y urgentes dentro de la ecología de la conservación. Por lo tanto, no sorprende que exista una gran cantidad de estudios teóricos y observacionales. A partir de los mismos se han propuesto distintas medidas, muchas de ellas potencialmente complementarias, para mitigar o evitar las consecuencias negativas del proceso de fragmentación.
Una de las medidas más difundidas es la creación de reservas naturales. Idealmente el propósito de las mismas es mantener un conjunto complejo de procesos físicos, ecológicos, genéticos, comportamentales y evolutivos, y las poblaciones compatibles que participan en los mismos. Frente a semejante complejidad, las dificultades básicas en la planificación son: la cantidad, forma y proximidad de las mismas; y la solución varía según la escala del esfuerzo de conservación. Al intentar resolver dichas dificultades la teoría de la fragmentación formó las bases del acronismo SLOSS (single large or serveral small), despertando grandes controversias. A pesar del intenso debate, se considera que las reservas de gran tamaño son superiores en cuanto a la persistencia a largo plazo de las especies, ya que retienen poblaciones de mayor tamaño y el hábitat está menos expuesto a la degradación a través del tiempo.
Por otro lado, uno de los métodos obvios para frenar y compensar el avance de las extinciones locales es la recolonización artificial, y para ello los recursos genéticos constituyen una herramienta extremadamente útil. Estas intervenciones además de ser necesarias para evitar las extinciones, permiten asegurar la permanencia de un número suficiente de poblaciones locales y preservar la variabilidad genética global; y existen dos estrategias básicas: recolonizar con animales provenientes de una única gran población, o con una mezcla de animales provenientes de varias poblaciones. Esta última puede restablecer la variabilidad a nivel local, pero dado que las poblaciones introducidas en general son pequeñas, esta variación puede ser rápidamente perdida por deriva génica. Pero, incluso una temporaria infusión de variabilidad genética puede ser beneficiosa. Otros factores a tener en cuenta son la depresión por exogamia (e.i. la ruptura de genotipos adaptados por recombinación) y la depresión por endogamia (como consecuencia del pequeño tamaño poblacional), los cuales pondrían en peligro la población introducida en las primeras generaciones hasta que se seleccionen y establezcan genotipos adaptados nuevamente.
A pesar de los riesgos en las primeras generaciones, la introducción de poblaciones mezcladas permite que los alelos deletéreos se eliminen por selección natural. Por otro lado, la introducción de individuos de una única población no lo permite, por lo tanto cualquier característica puede fijarse por endogamia poniendo en riesgo la población. Esto sugiere que es preferible la liberación mezclada de un número de individuos idealmente cercano a la capacidad de carga del sistema. Pero el proceso de recolonización continúa, ya que la población liberada debe ser monitoreada genética y demográficamente las primeras generaciones para detectar posibles depresiones por exo- o endogamia.
Desde otra perspectiva, se ha propuesto moderar los efectos negativos del aislamiento de los fragmentos manteniendo la conectividad del paisaje mediante matrices suaves, piedras angulares, y principalmente corredores biológicos. En el contexto ecológico de la fragmentación el término corredor refiere a un elemento de paisaje lineal compuesto por vegetación nativa que une parches de vegetación nativa similar. Estas conexiones facilitan el movimiento de plantas y animales entre los distintos parches, permitiendo que mayor cantidad de especies existan y/o permanezcan por mayor tiempo del esperado según el tamaño de los mismos; es decir que se incrementa el tamaño efectivo de los fragmentos.
La aptitud de los corredores como hábitat o posibles rutas de dispersión varía según las especies. En el caso de los animales depende de los patrones de alimentación, tamaño corporal, tamaño del territorio, grado de especialización dietario, movilidad y comportamiento social. Asimismo, la percepción y uso de los corredores por los animales difiere de acuerdo a las dimensiones físicas y al contexto del paisaje.
No obstante, no todas las consecuencias de los corredores son positivas, ya que los mismos, por ejemplo, pueden facilitar la expansión de la distribución de especies exóticas invasoras. Asimismo, a través de simulaciones se ha demostrado que cuando la interacción hospedador-parásito es importante en la dinámica del hospedador, el incremento en la conectividad del paisaje promueve la transmisión del parásito, aumentando la probabilidad de extinción de la metapoblación. Vale aclarar que modelos posteriores han indicado que los beneficios de los corredores típicamente compensan o superan los riesgos de la transmisión de parásitos. Por lo tanto, a pesar de algunos riesgos ecológicos, al aumentar la conectividad del paisaje es más probable encontrar efectos positivos que negativos en las especies nativas y procesos ecológicos.
Por último, vale la pena mencionar que se ha recomendado dejar de lado el enfoque conservacionista a nivel de especies, para enfocarse en las condiciones en las que las comunidades se desarrollan. Estas condiciones deben permitirle a las poblaciones responder a disturbios a gran escala y adaptarse genéticamente a dichos cambios. Para ello hay tener en cuenta que los factores que influencian a las poblaciones son numerosos, y por ende, aquellos planes de conservación que solo se basen en el área a preservar probablemente se encuentren con un éxito limitado.